# Bogdanovci
Bogdanovci su općina u Hrvatskoj, u Vukovarsko-srijemskoj županiji

## Zemljopis
Bogdanovci su općina i mjesto u Srijemu. Općina Bogdanovci graniči sa šest jedinica lokalne samouprave: na jugu i jugo-zapadu s Općinom Stari Jankovci, na zapadu s Općinom Nuštar, na sjeveru s Općinom Trpinja i Gradom Vukovarom, na istoku s općinama Negoslavci i Tompojevci.

## Stanovništvo
Po popisu stanovništva iz 2011. godine, općina Bogdanovci imala je 1960 stanovnika, raspoređenih u 3 naselja:
- Bogdanovci – 710
- Petrovci – 864
- Svinjarevci – 386

Prema popisu stanovništva iz 2001. godine, općina Bogdanovci imala je 2366 stanovnika.
- Bogdanovci – 803
- Petrovci – 988
- Svinjarevci – 575

### Nacionalni sastav, 2001.
- Hrvati – 1266 (53,51)
- Rusini – 550 (23,25)
- Srbi – 241 (10,19)
- Ukrajinci – 175 (7,40)
- Albanci – 68 (2,87)
- Mađari – 9 (0,38)
- Nijemci – 8 (0,34)
- Bošnjaci – 2
- Poljaci – 2
- Slovaci – 2
- Crnogorci – 1
- Rumunji – 1
- Slovenci – 1
- ostali – 3
- neopredijeljeni – 24 (1,01)
- nepoznato – 13 (0,55)

| broj stanovnika | 1769  | 2102  | 2270  | 2489  | 2588  | 2574  | 2694  | 2832  | 2913  | 2965  | 3304  | 3218  | 3133  | 3167  | 2366  | 1960  | 1545  |
|                 | 1857. | 1869. | 1880. | 1890. | 1900. | 1910. | 1921. | 1931. | 1948. | 1953. | 1961. | 1971. | 1981. | 1991. | 2001. | 2011. | 2021. |

| broj stanovnika | 614   | 690   | 716   | 786   | 808   | 771   | 805   | 753   | 752   | 820   | 939   | 907   | 1026  | 1113  | 803   | 710   | 614   |
|                 | 1857. | 1869. | 1880. | 1890. | 1900. | 1910. | 1921. | 1931. | 1948. | 1953. | 1961. | 1971. | 1981. | 1991. | 2001. | 2011. | 2021. |

## Uprava
Općinski načelnik je Marko Barun.

## Povijest
U Bogdanovcima je 1991. godine živjelo 1113 stanovnika, a 128 ih je nestalo i poginulo.
U Domovinskom ratu tijekom opsade Vukovara, jedina veza Vukovara sa svijetom bio je "kukuruzni put" prema Vinkovcima, preko Bogdanovaca, Marinaca i Nuštra. Padom Marinaca u listopadu 1991., Bogdanovci su ostali jedina oaza u vukovarskoj općini koja je (uz Vukovar) pružala otpor osvajaču. Od 19. listopada 1991. bila je posve presječena veza između Bogdanovaca i Vukovara. Satnija 204. brigade Zbora narodne garde, koja se nalazila u opkoljenim Bogdanovcima, potom posve samostalno odolijeva napadima srpske vojske. Selo Bogdanovce više se nije moglo (niti imalo čime) braniti. Branitelji Bogdanovaca zajedno s ranjenicima i civilima preko minskih polja i okupiranog područja 10. studenoga 1991. odlučili su pronaći put do Nuštra i Vinkovaca. Unatoč višemjesečnoj hrabroj obrani u kojoj su sudjelovali mještani, pripadnici policije, Zbora narodne garde, te HOS-a, Bogdanovci, mjesto od nekoliko stotina stanovnika, popustilo je pred agresorskom vojskom i četničkim parapostrojbama koji su iz više smjerova s više od tisuću i pol ljudi ušli u ovo gotovo 100-postotno hrvatsko mjesto. Mještani su prognani a s njima zajedno i nekoliko malobrojnih srpskih obitelji.

## Spomenici i znamenitosti
Kapelica je 15. kolovoza 2003. posvećena kapelica Majci Božjoj koju je vlastitim sredstvima obnovio bivši zatočenik srpskih koncentracijskih logora Željko Dvojković. On se naime zavjetovao ako preživi strahote zatočeništva da će u znak zahvalnosti Majci Božjoj obnoviti kapelicu srušenu u srpskoj agresiji. Kapelicu je posvetio pater Slavko Antunović, župnik vukovarske župe Sv. Filipa i Jakova kojoj su kratko vrijeme pripadali i Bogdanovci. U Vukovaru se naime 24. kolovoza osnovala nova župa "Kraljice mučenika" kojoj pripadaju i Bogdanovci.
[neaktivna poveznica]

## Šport
U Bogdanovcima postoji nogometni klub "NK Croatia Bogdanovci".

## Vanjske poveznice
- Službena stranica općine
- Petar Horvatić: 10. studenoga 1991. Bogdanovci – hrabrost o kojoj se premalo govori, narod.hr, 10. studenoga 2016.